# Kaparen
För andra betydelser, se Kaparen (olika betydelser).
Kaparen var en biograf som slog upp sina portar första gången den 24 februari 1940 på Stigbergstorgets västra del i Majorna i Göteborg, inom den fastighet som i dag (år 2020) har beteckningen Majorna 407:1. Biografen ritades av arkitekten Nils Olsson, hade 800 platser och fick sitt namn från kaparen Lars Gathenhielm på grund av närheten till Gathenhielmska huset. 
Biografen drevs till en början av Cosmoramabolaget. Första filmen som visades var Kadettkamrater. Från början ersatte Kaparen Majornas Bio, som bytte namn till Rio och flyttade till Landsvägsgatan i Haga. Kaparen låg då i det så kallade "Skandalhuset", ett femvånings stenhus som också låg vid Stigbergstorget. Det folkliga namnet på byggnaden var på grund av dess höga höjd i förhållande till grannen Gathenhielmska huset. Skandalhuset revs på 1940-talet.
På platsen för Kaparen låg fram till september 1938 Carlgrenska skolan, vilket var en slags fattigfriskola

## Byggnadens arkitektur
Arkitekt Olsson skrev om problematiken med att rita kaparen:
| ” | Uppgiften att rita Kaparen blev ett ganska svårlöst problem. Det gällde att skapa en byggnad, vars yttre väl anslöt sig till den närliggande bebyggelsen, men som å andra sidan kunde hävda sig gent emot sina grannar och redan i sin yttre skepnad på ett något så när tydligt sätt kunde annonsera sitt ändamål. /.../ Byggnadsbestämmelserna voro emellertid ganska snäva, framför allt fasaden åt Stigbergstorget begränsades till en viss maximihöjd och först efter en rad underhandlingar med Byggnadsnämnden och styrelsen för Lindbergska fonden kunde den yttre formen fastställas. | „ |
| – | |   |

Konstnären Gunnar Erik Ström ansvarade för den dekorativa utsmyckningen av Kaparens inredning, bland annat salongens reliefer "Skeppsbrutna" och "Avskedet". Likaså snäckan med kaparskeppet i foajén. Hans motto under arbete var "Till sjöss." Skulptörer var: Erling Valldeby, Gull Arfwedson, Sten Eriksson och Arvid Johansson. Ström skrev om sitt arbete: "Salongens dekor avser i första hand att ornamentalt berika långväggarnas stora obrutna väggytor, men vill också med sina detaljer roa och förströ publiken, medan den stora snäckan i foyén, prydd med ett gångande skepp efter autentisk kaparmodell, på ett markant sätt annonserar biografens namn: "Kaparen".
Salongen karakteriserades framför allt av parkettens starkt amfiteatraliska form, och den blå sammetsridån utgjorde salongens koloristiska tyngdpunkt. Ett nät med fiskar var placerat framför ridån. Över parkettens bakre del fanns ett uppspänt beduintält i gult och rött. Långväggarna var klädda med rödbokspanel och reliefer i naturfärgad puts, och stolarna hade roströd klädsel. Ett dekorativt inslag var de 48 fiskmåsarna i taket, glasfåglar inifrån upplysta av glödlampor.

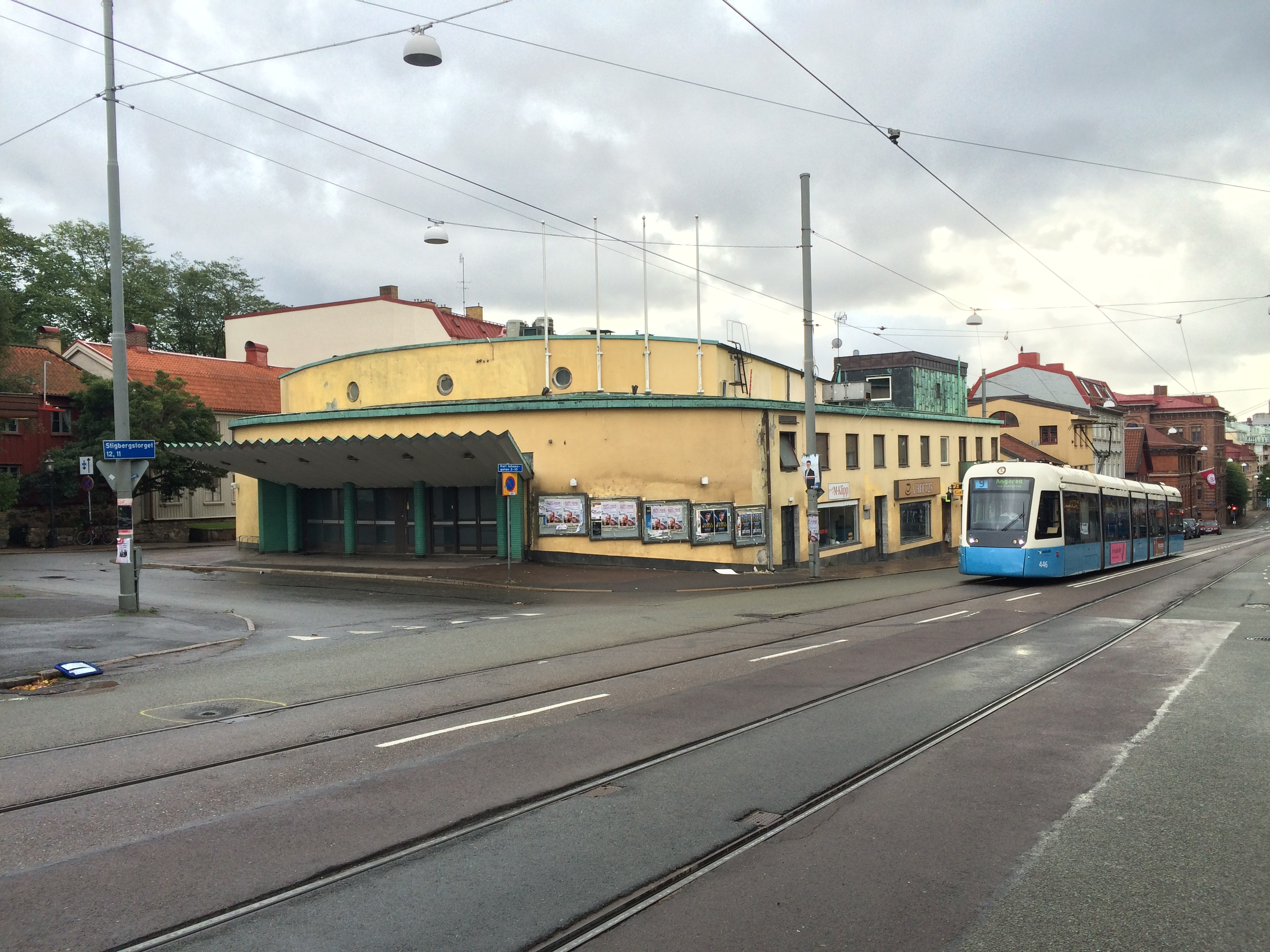
Fastigheten 2018, när den inte innehöll någon verksamhet.

Fastigheten innefattade förutom biografsalong, även tre butikslokaler, tandläkarmottagning och vaktmästarbostad. Byggnaden uppfördes i armerad betong med utvändig isolering. Entreprenör var AB Armerad Betong och inredningsarbetena utfördes av Kochs Snickerifabriker. De elektriska installationerna utfördes av Förenade Elektriker. För bildprojektionen användes två Erneman V projektorer, försedda med Brenkert högintensitetslampor. Den ursprungliga bildrutan förstorades 90 000 gånger. Ljudanläggningen var av Aga-Baltics fabrikat och salongens akustisk kom till genom den så kallade "research counsil standard"-metoden.  

## Biografen stänger

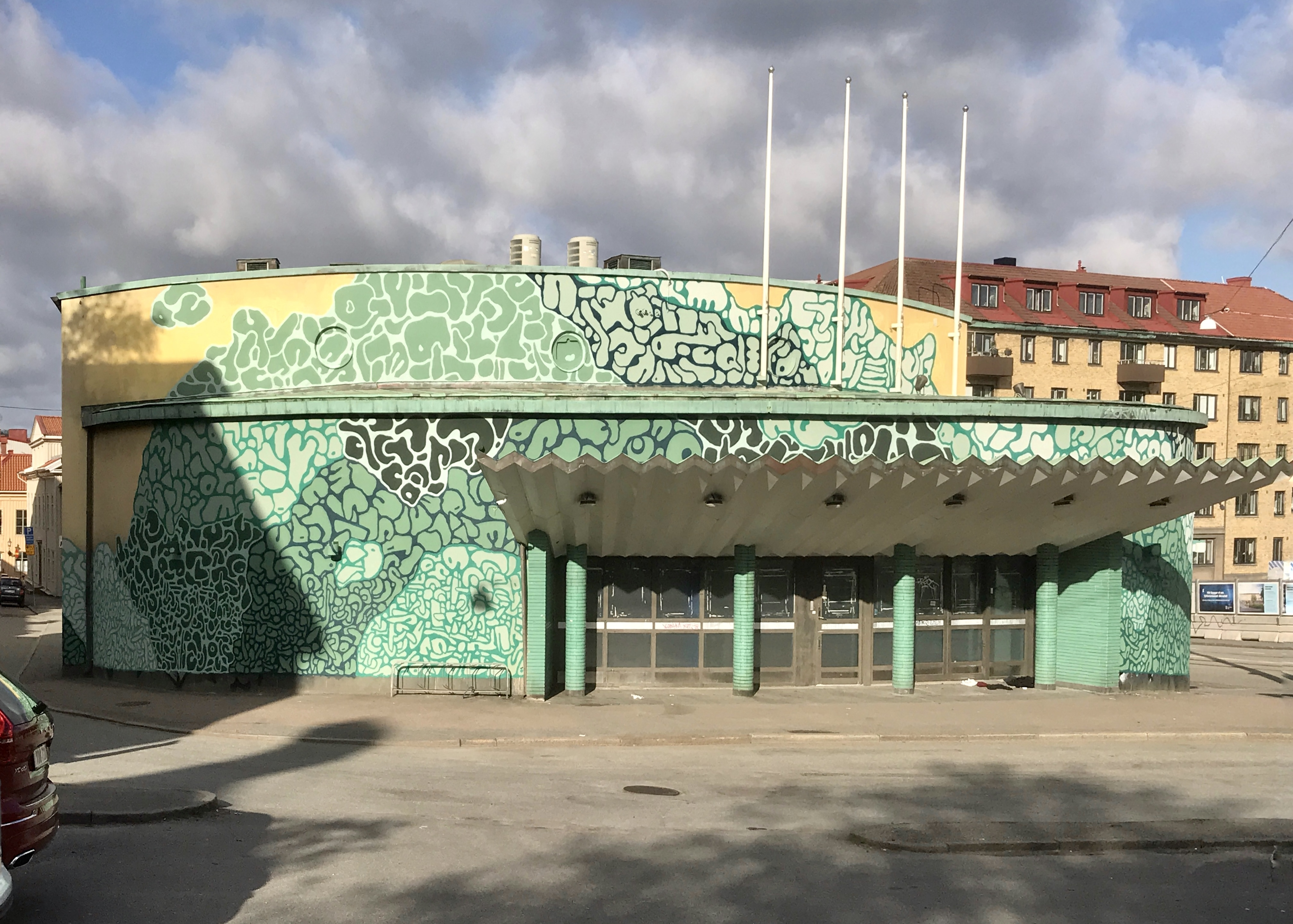
Byggnaden målad av konstnären Ollio, 19 maj 2021.

Den 30 september 1982 visades sista filmen på Kaparen, vilket var Jönssonligan och Dynamit-Harry. Senare byggdes lokalerna om och den 19 november 1984 flyttade Posten in. På 1990-talet lades Posten ned för att efterträdas av en Konsumbutik. Butiken lades ned i början av 2000-talet och lokalen stod därefter tom. I maj 2008 flyttade matvarubutiken Lidl in i lokalerna, men redan 2009 stod lokalen åter tom. Senare gjort Lidl ett nytt försök men butiken stängdes snart igen. 

## Nuvarande verksamhet
År 2020 köptes fastigheten av krogföretaget Göteborgsfamiljen för att 2022 öppna, enligt de själva, världens största pizzeria Moreno Pizza.  Byggnaden renoverades och byggdes om under ledning av Okidoki Arkitekter.